# Billet canadien de 50 dollars «Épopée canadienne»
Recto
Verso
La couleur dominante du billet de 50$ canadien est le rouge.
Le recto représente William Lyon Mackenzie King ainsi que la tour de la Paix du parlement canadien. Le verso représente des images rappelant Thérèse Casgrain et les Célèbres cinq ainsi qu'une citation tirée de la déclaration universelle des droits de l'homme :

« Tous les êtres humains naissent libres et égaux en dignité et en droits »